# Zelené pleso Kačacie
Zelené pleso Kačacie je jezero v ledovcovém karovém kotli v Kačací dolině ve Vysokých Tatrách na Slovensku. Má rozlohu 2,5335 ha a je 200 m dlouhé a 170 m široké. Dosahuje maximální hloubky 27 m a objemu 28 236 m³. Leží v nadmořské výšce 1575,4 m.

## Okolí
Je to největší pleso Kačací doliny a nachází se na dně jejího spodního patra na úpatí Gánku. Na východě se o několik desítek metrů dál nachází mnohem menší Kačacie pliesko a dále se pozvolna zvedá sousední Litvorová dolina. Na jihu se Kačacia dolina dále větví a jednotlivé prudké kotliny stoupají k hlavnímu hřebeni Vysokých Tater (od západu na východ postupně Gánok, Rumanov štít, Zlobivá, Popradský Ľadový štít, Batizovský štít, Zadný Gerlachovský štít, Litvorový štít). Na západě se zvedá v několika stupních rameno Kačací veže, který pokračuje na severozápad od plesa Pustými vežami až po Pustou stráž. Na sever se táhne Bielovodská dolina, do které Kačacia dolina ústí pod plesem. Okolí plesa je na jihu a západě kamenité a travnaté. Na východě a severu roste kosodřevina, která mu dává zelenou barvu.

## Vodní režim
Pleso má jeden přítok od západu a tři od jihu. Od západu to jsou postupně
- potok vznikající jižně od plesa soutokem potoků z Kačacího žľabu a zpod Kačací veže.
- pravidelně přitékající potok ze Železné kotliny
- částečně podpovrchový potok ze žlabu pod Východní Železnou bránou.
- potok vznikající jižně od plesa soutokem potoků z Gerlachovských spádů a z kotliny pod Litvorovým štítem.

Výška hladiny v plese je značně proměnlivá. Maxima dosahuje v červnu a červenci a minima od listopadu do února. Rozměry jezera v průběhu času zachycuje tabulka:
| Rok     | Měření prováděl   | Rozloha ha | Délka m | Šířka m | Hloubka max.m | Objem m³ |
| ------- | ----------------- | ---------- | ------- | ------- | ------------- | -------- |
| 1929    | Wiktor Ormicki    | 2,625      | 232     | 150     | 4,2           | [ 2 ]    |
| 1961–67 | pracovníci TANAPu | 2,580      | 200     | 170     | 4,1           | [ 2 ]    |
| 2005    | Gregor, Pacl      | 2,5335     | [ 2 ]   | [ 2 ]   | 2,7           | 28 236   |

Z plesa odtéká Zelený potok (také nazývaný Kačací), který zhruba 200 m pod plesem vytváří Hviezdoslavov vodopád. Po soutoku s Litvorovým potokem se jmenuje Biela voda.

## Přístup
Pleso je přístupné pěšky pouze s horským vůdcem v rámci výstupů do sedel Pustá lávka, Východní Železná brána nebo Litvorové sedlo. Zhruba 100 m od plesa prochází  modrá turistická značka přístupná veřejnosti v období od 16. června do 31. října. Výstup po ní je možný:
- ze severu od Lysé poľany a trvá asi 3,5 hodiny,
- z jihu existují dvě značené přístupové cesty:
  - od Zbojnícke chaty ve Velké Studené dolině přes sedlo Prielom trvá výstup 3 hodiny,
  -  Po zelené turistické značce od Sliezského domu ve Velické dolině přes sedlo Poľský hrebeň na modrou turistickou značku a poté po ní trvá výstup rovněž 3 hodiny.